# Bugeat
Bugeat is een gemeente in het Franse departement Corrèze (regio Nouvelle-Aquitaine). De plaats maakt deel uit van het arrondissement Ussel. Bugeat telde op 1 januari 2022 741 inwoners. De naam is afgeleid van het Keltische woord Buga, dat heide betekent. De plaatsnaam Bugacum werd later vervormd tot Bugeat.

## Geografie
De oppervlakte van Bugeat bedroeg op 1 januari 2022 30,99 vierkante kilometer; de bevolkingsdichtheid was toen 23,9 inwoners per km².
De onderstaande kaart toont de ligging van Bugeat met de belangrijkste infrastructuur en aangrenzende gemeenten.

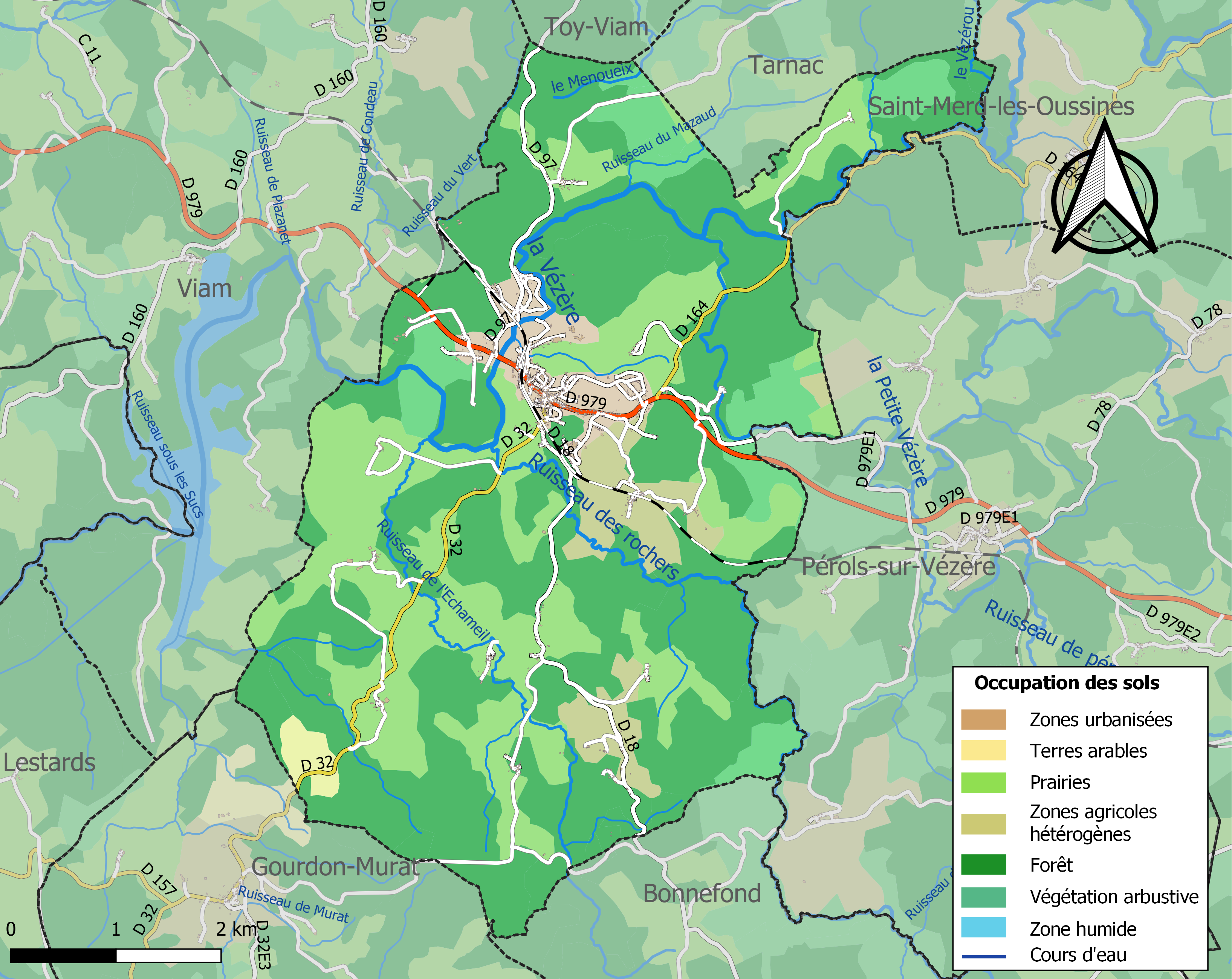

## Verkeer
In de gemeente ligt het spoorwegstation Bugeat.

## Demografie
Onderstaande figuur toont het verloop van het inwonertal (bron: INSEE-tellingen).